# Кабот (Арканзас)
Кабот (англ. Cabot) — місто (англ. city) в США, в окрузі Лоноук штату Арканзас. Населення — 26 569 осіб (2020).

## Географія
Кабот розташований за координатами 34°58′43″ пн. ш. 92°1′34″ зх. д. / 34.97861° пн. ш. 92.02611° зх. д. (34.978711, -92.026214).  За даними Бюро перепису населення США в 2010 році місто мало площу 52,29 км², з яких 52,10 км² — суходіл та 0,19 км² — водойми.

## Демографія
Згідно з переписом 2010 року, у місті мешкало 23 776 осіб у 8599 домогосподарствах у складі 6529 родин. Густота населення становила 455 осіб/км².  Було 9107 помешкань (174/км²). 
Расовий склад населення:
| - 93,1 % — білих - 1,6 % — чорних або афроамериканців - 1,5 % — азіатів - 0,6 % — корінних американців - 1,1 % — осіб інших рас |

До двох чи більше рас належало 2,2 %. Іспаномовні складали 4,1 % від усіх жителів.
За віковим діапазоном населення розподілялося таким чином: 30,5 % — особи молодші 18 років, 60,6 % — особи у віці 18—64 років, 8,9 % — особи у віці 65 років та старші. Медіана віку мешканця становила 32,3 року. На 100 осіб жіночої статі у місті припадало 93,3 чоловіків;  на 100 жінок у віці від 18 років та старших — 90,2 чоловіків також старших 18 років.
Середній дохід на одне домашнє господарство  становив 65 747 доларів США (медіана — 57 790), а середній дохід на одну сім'ю — 75 116 доларів (медіана — 66 817). Медіана доходів становила 47 888 доларів для чоловіків та 39 103 долари для жінок. За межею бідності перебувало 11,4 % осіб, у тому числі 15,1 % дітей у віці до 18 років та 10,7 % осіб у віці 65 років та старших.
Цивільне працевлаштоване населення становило 11 519 осіб. Основні галузі зайнятості: освіта, охорона здоров'я та соціальна допомога — 25,9 %, роздрібна торгівля — 15,0 %, публічна адміністрація — 9,2 %, науковці, спеціалісти, менеджери — 8,3 %.